# Yoon Jun-sung
Yoon Jun-sung (kor. 윤준성; * 28. September 1989) ist ein südkoreanischer Fußballspieler.

## Karriere
Das Fußballspielen erlernte Yoon Jun-sung in der Universitätsmannschaft der Kyung-Hee-Universität. Seinen ersten Vertrag unterschrieb er 2012 bei den Pohang Steelers. Der Verein aus Pohang spielte in der ersten Liga, der K League 1. 2012 und 2013 gewann er mit dem Verein den Korean FA Cup. Die Saison 2013 wurde er mit dem Club Meister. 2015 wechselte er zum Ligakonkurrenten Daejeon Citizen nach Daejeon. Im ersten Jahr belegte er mit dem Club den 12. Tabellenplatz und musste somit in die zweite Liga, die K League 2, absteigen. Die Saison 2016 und 2017 wurde er an Sangju Sangmu FC ausgeliehen. Sangju Sangmu FC ist eine sportliche Abteilung des südkoreanischen Militärs. Daher besteht der Kader des Clubs aus jungen professionellen Fußballspielern, welche gerade ihren Militärdienst ableisten. Aufgrund des militärischen Status des Franchises ist es ihm nicht erlaubt, ausländische Spieler zu verpflichten. Nach Vertragsende in Daejeon ging er 2019 nach Suwon. Hier unterschrieb er einen Vertrag beim Zweitligisten Suwon FC. Nach einem Jahr verließ er Suwon und wechselte nach Thailand. Nakhon Ratchasima FC, ein Verein aus Nakhon Ratchasima, der in der ersten Liga des Landes, der Thai League, spielte, nahm ihn die Saison 2020 unter Vertrag. Für Korat absolvierte er sieben Erstligaspiele. Ende Oktober 2020 wurde sein Vertrag aufgelöst. Anfang 2021 verpflichtete ihn der südkoreanische Klub FC Anyang. Das Fußballfranchise aus Anyang spielte in der zweiten Liga, der K League 2.

## Erfolge
Pohang Steelers
- Südkoreanischer Meister: 2013